# Beechcraft
Pour les articles homonymes, voir Beech.
La Beech Aircraft Corporation est devenue la filiale Raytheon Aircraft de Raytheon, avant de s'appeler Hawker Beechcraft, puis de reprendre le nom de Beechcraft lors de son rachat par Textron en 2013.
C'est un fabricant d'aviation générale et d'avions militaires américain basé à Wichita au Kansas. L'actionnariat de Beechcraft a beaucoup évolué depuis la création de l'entreprise en 1932.

## Histoire

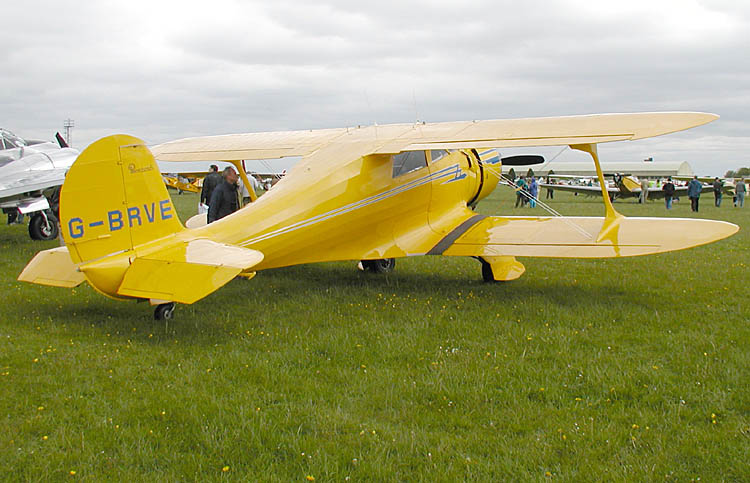
Le Beech Staggerwing model 17 de 1943.

En 1911, un fermier du Kansas, Clyde Cessna, fabrique son premier avion, en bois. Il s'associe à Walter Beech en 1924 mais ils sont en désaccord sur la stratégie de l'entreprise : Clyde Cessna souhaite développer des monoplans tandis que Walter Beech veut privilégier les biplans. Clyde Cessna fonde sa propre entreprise, Cessna Aircraft Corporation, en 1927, tandis que Walter Beech crée avec son épouse Olive Ann Beech la Beech Aircraft Corporation en 1932.
Le premier avion proposé par Beech Aircraft est le Model 17 Staggerwing. C'est un avion d'affaires plus rapide que les avions de chasse militaires d'alors, et l'avion gagne un certain nombre de compétitions. Il prend l'air pour la première fois le 4 novembre 1932. Les essais en vol conduits au Wichita Municipal Airport démontrèrent une vitesse maximale de 323 km/h et de bonnes qualités de vol. Cet appareil fut vendu par la suite à Ethyl Corporation et gagna le trophée Texaco aux courses de Miami de janvier 1933.
En 1939, Beechcraft livra ses premiers appareils militaires en dotant les attachés militaires à Londres, Rome, Paris et Mexico d’un Beech D17S. Entre 1939 et 1944, Beech produisit des Model 17 pour l’USAAF et l’U.S. Navy pour un total de 164 exemplaires en 1943 et 192 en 1944. La production du Staggerwing s’acheva en 1948 après 781 exemplaires.
En 1937, le Model 18 Twin Beech sort. Cet avion est aux avions d'affaires ce que le Douglas DC-3 est aux avions de ligne : produit jusqu'en 1970, cet avion n'a vu sa longévité dépassée que par le Beechcraft Bonanza. D'autre part pendant la Seconde Guerre mondiale, 7 400 avions furent produits pour l'armée américaine et les armées aliées par plus de 14 000 employés. On estime que 90 % des aviateurs de l'armée américaine ont été entraînés sur des dérivés du Model 18, des AT-7 et AT-11.
En 1947, le Staggerwing fut remplacé par le révolutionnaire Beechcraft Bonanza. Sans doute le plus connu des appareils Beech, le monomoteur Bonanza fut fabriqué pendant près de 60 ans. Le Bonanza eut la plus longue période de production de tous les avions construit présents et passés du monde entier.
D'autres modèles importants d'appareil sont le Baron B55, un bimoteur dérivé du Beech 18, produit depuis 1961 et qui est toujours utilisé pour le transport de marchandises. Ou encore les bi-turbopropulseurs King Air/Beechcraft Super King Air, produits depuis 1964.
En 1950, Olive Ann Beech devient présidente et CEO de la compagnie, après la mort brutale de son époux le 29 novembre de cette année. Elle resta à ce poste jusqu'à ce que Beech Aircraft soit racheté par la Raytheon Company en février 1980.
En août 1993, Raytheon acquiert également le fabricant de jets d'affaires Hawker auprès de British Aerospace. En septembre 1994, Raytheon fusionne Beech Aircraft et Hawker pour former Raytheon Aircraft. Après avoir commercialisé durant plusieurs années les deux gammes sous le nom unique de Raytheon Aircraft, le groupe annonce en 2002 le rétablissement des deux marques Beechcraft et Hawker.
En 2007 Raytheon décide d'abandonner l'activité aéronautique et met en vente sa filiale d'aviation légère et d'affaires. Les fonds d'investissement canadien Onex Corporation et américain Goldman Sachs Capital Partners rachètent Raytheon Aircraft et rebaptisent la société Hawker Beechcraft.
En 2011, après 2 milliards de dollars de pertes, Hawker Beechcraft se place sous la protection du chapitre 11 de la loi sur les faillites américaine.
La revente à un investisseur chinois est bloquée par les autorités américaines. Finalement l'entreprise est revendue en 2013 sous la raison sociale Beechcraft. En décembre 2013, le conglomérat américain Textron acquiert Beechcraft pour 1,4 milliard de dollars
Textron est déjà propriétaire du concurrent Cessna et des hélicoptères Bell. Les deux avionneurs sont installés à Wichita au Kansas, the Air Capital, qui accueille également des usines Boeing et Bombardier et un centre de R&D pour les ailes d'Airbus. Ensemble, Cessna et Beechcraft détiennent environ 30 % du marché mondial de l'aviation légère avec 5 milliards de US dollars de chiffre d'affaires et 70 000 appareils en service à travers le monde.
Les gammes de Beechcraft et de Cessna sont assez complémentaires : Cessna est actif sur le marché des jets d'affaires abandonné par Beechcraft tandis que ce dernier est très présent sur les avions à piston avec le Baron et le Bonanza et sur le marché des turbopropulseurs avec le King Air. Aucun des deux n'est cependant encore présent sur le marché le plus lucratif, celui des jets à large cabine et long rayon d'action actuellement occupé par Dassault, Bombardier ou encore Gulfstream.

## Production

### Aviation d'affaires
- Beechcraft Premier I
- Bonanza G36
- Baron G58
- Beechcraft 200
- Beechcraft 1900
- Beechcraft King Air
- Beechcraft Denali

### Aviation légère
- Beechcraft B-19 Musketeer
- Beechcraft B-23 Musketeer et Sundowner
- Beechcraft B-35 Bonanza
- Beechcraft B-36 Bonanza
- Beechcraft B-55 Baron
- Beechcraft B-60 Duke